# Apple Music Festival

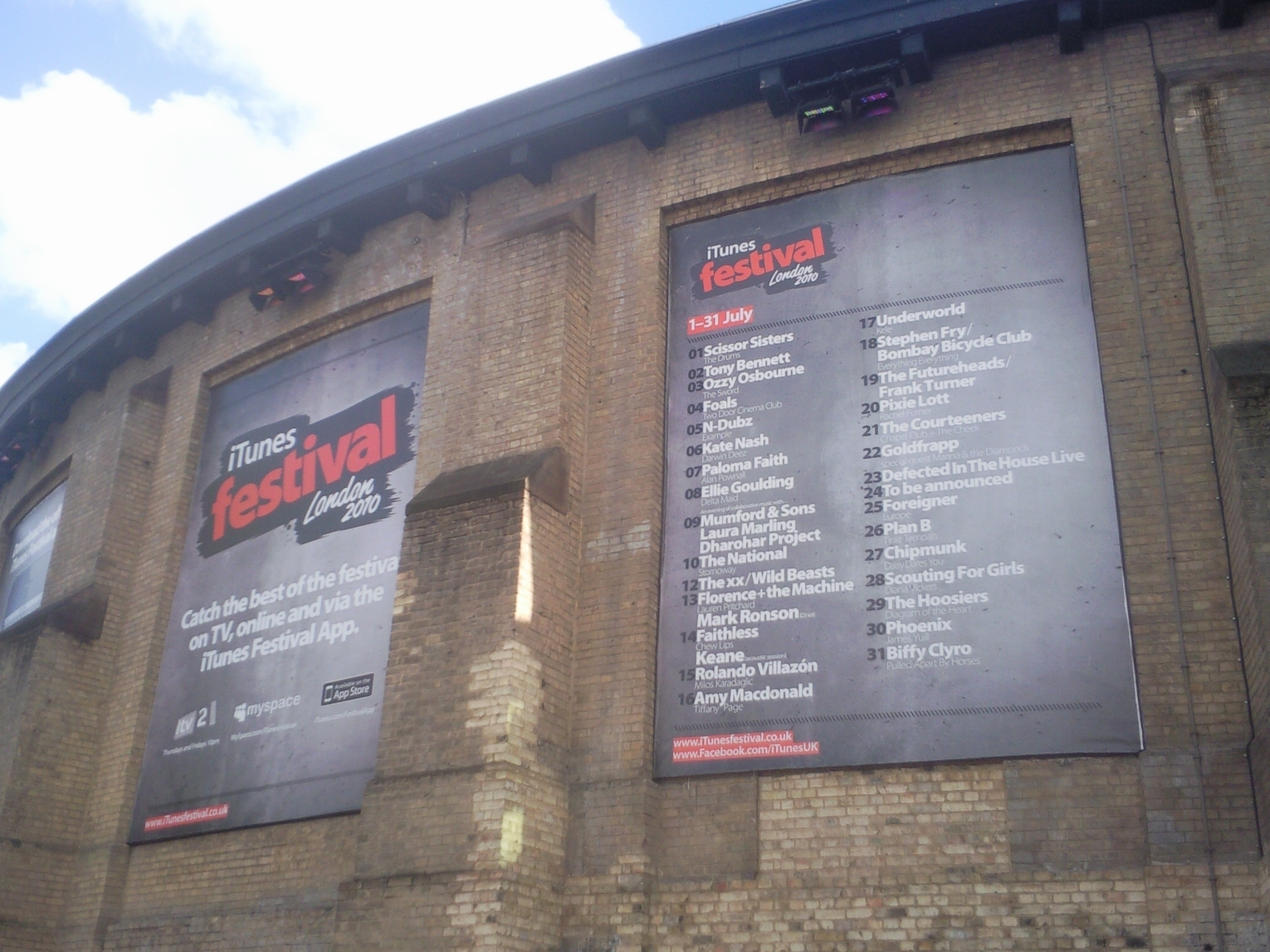
The Roundhouse in London

Das Apple Music Festival (ehemals: iTunes Festival) war ein seit 2007 jährlich in London stattfindendes Musikfestival. Das Festival wurde von Apple veranstaltet und gesponsert. Tickets wurden kostenlos per Losverfahren an iTunes-Nutzer und Fans vergeben.
Die Konzerte wurden seit 2012 auch live über iTunes, Apple TV und die App gestreamt und können noch eine begrenzte Zeit danach online abgerufen werden. 
Der erste Veranstaltungsort war 2007 das Institute of Contemporary Arts, wo unter anderem Amy Winehouse und Crowded House auf der Bühne standen. Im Jahr darauf fand das Festival mit Paul Weller, James Blunt, Suzanne Vega, The Pretenders und anderen im KOKO in Camden Town statt. Seit 2009 wurden die Konzerte auf der Bühne des Roundhouse durchgeführt. 2013 traten unter anderem Lady Gaga und Kings of Leon im Rahmen des Festivals auf.
2015 wurde das Festival von iTunes Festival in Apple Music Festival umbenannt. Grund dafür war der Start von Apples Musik-Streamingdienst Apple Music. 2017 gab Apple bekannt, dass kein Festival mehr folgen wird.

## 2007
Veranstaltungsort: Institute of Contemporary Arts

Zeitraum: 1. – 31. Juli
| 1. Juli: Mika + Leon Jean-Marie                        | 11. Juli: Editors + GoodBooks               | 21. Juli: Aqualung + Jamie Scott & The Town               |
| 2. Juli: Crowded House + Justin Nozuka                 | 12. Juli: Scott Matthews                    | 22. Juli: Air Traffic + Cherry Ghost                      |
| 3. Juli: Travis + The Hoosiers                         | 13. Juli: Athlete + Tiny Dancers            | 23. Juli: Wir sind Helden                                 |
| 4. Juli: Black Rebel Motorcycle Club + Nine Black Alps | 14. Juli: Paolo Nutini                      | 24. Juli: Kano                                            |
| 5. Juli: Paul McCartney                                | 15. Juli: Gianna Nannini                    | 25. Juli: Amy Winehouse + The Rumble Strips + Remi Nicole |
| 6. Juli: The Go! Team                                  | 16. Juli: Ludovico Einaudi + Dhafer Youssef | 26. Juli: Just Jack + Mr Hudson and the Library           |
| 7. Juli: Groove Armada                                 | 17. Juli: The Bad Plus + Rebekka Bakken     | 27. Juli: Jack Peñate                                     |
| 8. Juli: Ash + Ben’s Brother                           | 18. Juli: The Pigeon Detectives + The Rakes | 28. Juli: The Maccabees + Goldspot                        |
| 9. Juli: Kula Shaker                                   | 19. Juli: Beverley Knight + Raul Midón      | 29. Juli: The Duke Special + Tom McRae                    |
| 10. Juli: Imogen Heap                                  | 20. Juli: Stereophonics + Little Man Tate   | 30. Juli: The Coral + Candie Payne                        |
|                                                        |                                             | 31. Juli: Kasabian                                        |

Unbekanntes Datum:
- Jamie Woon
- Terra Naomi
- Mutya Buena
- Leash
- David Ford
- Elisa

## 2008
Veranstaltungsort: KOKO, Camden Town

Zeitraum: 1. – 30. Juli
| Juli 1: N.E.R.D + Kenna + Chester French          | 11. Juli: The Script + Sam Beeton                 | 21. Juli: Sam Sparro + Annie             |
| 2. Juli: Paul Weller + Glasvegas                  | 12. Juli: James Blunt + Beth Rowley               | 22. Juli: Suzanne Vega + Seth Lakeman    |
| 3. Juli: Hadouken + Does It Offend You, Yeah?     | 13. Juli: John Legend                             | 23. Juli: The Script + Sam Beeton        |
| 4. Juli: The Feeling + Gabriella Cilmi            | 14. Juli: Death Cab for Cutie + I Was A Cub Scout | 24. Juli: McFly                          |
| 5. Juli: Roots Manuva + Sway                      | 15. Juli: The Zutons + Red Light Company          | 25. Juli: Taio Cruz + Jay Sean           |
| 6. Juli: Elliot Minor + Kids in Glass Houses      | 16. Juli: CSS + Alphabeat                         | 26. Juli: Chaka Khan (abgesagt)          |
| 7. Juli: The Black Kids + Foals                   | 17. Juli: Guillemots + Lykke Li                   | 27. Juli: Royworld + Tom Baxter          |
| 8. Juli: Lightspeed Champion + Pete & The Pirates | 18. Juli: Kein Auftritt                           | 28. Juli: Pendulum + INME                |
| 9. Juli: The Ting Tings + Florence + the Machine  | 19. Juli: Feeder + Infadels                       | 29. Juli: The Ahn Trio + Hayley Westenra |
| 10. Juli: Jamie Lidell + Yelle + Laura Izibor     | 20. Juli: Neil Cowley Trio + Portico Quartet      | 30. Juli: The Pretenders                 |

## 2009
Veranstaltungsort: The Roundhouse, Camden Town

Zeitraum: 1. – 31. Juli
| 1. Juli: Jamie T + Slow Club                               | 11. Juli: La Roux + Dan Black                  | 21. Juli: Oasis + The Enemy                                       |
| 2. Juli: Fightstar + Young Guns                            | 12. Juli: Kein Auftritt                        | 22. Juli: Kasabian + Twisted Wheel                                |
| 3. Juli: Jack Penate + Golden Silvers                      | 13. Juli: Newton Faulkner + Raygun             | 23. Juli: Graham Coxon + Esser                                    |
| 4. Juli: Flo Rida + Ironik                                 | 14. Juli: Placebo + General Fiasco             | 24. Juli: a-ha + Reamonn                                          |
| 5. Juli: Snow Patrol + Silversun Pickups + Animal Kingdom  | 15. Juli: Friendly Fires + Magistrates         | 25. Juli: Stephen Fry + Mumford & Sons + The Temper Trap          |
| 6. Juli: Franz Ferdinand + Passion Pit                     | 16. Juli: Simple Minds                         | 26. Juli: Madeleine Peyroux + Imelda May                          |
| 7. Juli: Mr Hudson mit Kanye West + Kid Cudi + Kid British | 17. Juli: Noisettes + Skint & Demoralised      | 27. Juli: The Saturdays + Sophie Ellis-Bextor + Girls Can’t Catch |
| 8. Juli: David Guetta mit Kelly Rowland                    | 18. Juli: Calvin Harris + Miike Snow           | 28. Juli: Amadou & Mariam + Charlie Winston                       |
| 9. Juli: Kein Auftritt                                     | 19. Juli: Bat for Lashes                       | 29. Juli: Simian Mobile Disco + Gold Panda                        |
| 10. Juli: Paolo Nutini + Marina and the Diamonds           | 20. Juli: Bloc Party + Delphic + The Invisible | 30. Juli: The Hoosiers + Stevie Appleton                          |
|                                                            |                                                | 31. Juli: Mika + Erik Hassle                                      |

## 2010
Veranstaltungsort: The Roundhouse, Camden Town

Zeitraum: 1. – 31. Juli

Livestream auf MySpace.com
| 1. Juli: Scissor Sisters + The Drums                           | 11. Juli: Keane + We Are Scientists                                 | 21. Juli: The Courteeners + Chapel Club + The Cheek |
| 2. Juli: Tony Bennett + Antonia Bennett                        | 12. Juli: The xx + Wild Beasts                                      | 22. Juli: Goldfrapp + Marina and the Diamonds       |
| 3. Juli: Ozzy Osbourne + The Sword + Black Spiders             | 13. Juli: Florence + the Machine + Lauren Pritchard                 | 23. Juli: Defected In The House live                |
| 4. Juli: Foals + Two Door Cinema Club                          | 14. Juli: Faithless + Chew Lips                                     | 24. Juli: Kein Auftritt                             |
| 5. Juli: N-Dubz + Example                                      | 15. Juli: Rolando Villazón + Miloš Karadaglić                       | 25. Juli: Foreigner + Europe                        |
| 6. Juli: Kate Nash + Peggy Sue                                 | 16. Juli: Amy Macdonald + Tiffany Page                              | 26. Juli: Plan B + Tinie Tempah                     |
| 7. Juli: Paloma Faith + Alan Pownall                           | 17. Juli: Underworld + Kele                                         | 27. Juli: Chipmunk + Daisy Dares You                |
| 8. Juli: Ellie Goulding + Delta Maid                           | 18. Juli: Bombay Bicycle Club + Stephen Fry + Everything Everything | 28. Juli: Scouting for Girls + Diana Vickers        |
| 9. Juli: Mumford & Sons + Laura Marling + The Dharohar Project | 19. Juli: The Futureheads + Frank Turner                            | 29. Juli: The Hoosiers + Diagram of the Heart       |
| 10. Juli: The National + Stornoway                             | 20. Juli: Pixie Lott + Rachel Furner                                | 30. Juli: Phoenix + James Yuill                     |
|                                                                |                                                                     | 31. Juli: Biffy Clyro + Pulled Apart by Horses      |

## 2011
Veranstaltungsort: The Roundhouse, Camden Town

Zeitraum: 1. – 31. Juli

Übertragung von ITV2 und Moderation von Alexa Chung und Dave Berry.
| 1. Juli: Paul Simon                                                            | 11. Juli: Foo Fighters + Jimmy Eat World                     | 21. Juli: Swedish House Mafia + Alex Metric          |
| 2. Juli: Seasick Steve + Smoke Fairies                                         | 12. Juli: The Script + Loick Essien                          | 22. Juli: Coldplay + The Pierces                     |
| 3. Juli: Manic Street Preachers + Dry The River + Ramona + Ukulele for Dummies | 13. Juli: White Lies + The Naked and Famous + Alice Gold     | 23. Juli: Mogwai + Errors                            |
| 4. Juli: Linkin Park + Neon Trees                                              | 14. Juli: Friendly Fires + SBTRKT                            | 24. Juli: Noah and the Whale + Fixers                |
| 5. Juli: Beady Eye + Steve Cradock + Gwyneth Paltrow                           | 15. Juli: Hard-Fi + David Nicholls                           | 25. Juli: Lang Lang + 2CELLOS                        |
| 6. Juli: Arctic Monkeys + Miles Kane                                           | 16. Juli: The Wombats + All The Young                        | 26. Juli: Magnetic Man + Alex Clare                  |
| 7. Juli: Adele + Michael Kiwanuka                                              | 17. Juli: Raphael Saadiq + Bluey Robinson + Selah Sue + Medi | 27. Juli: Example + Wretch 32 + Yasmin               |
| 8. Juli: Bruno Mars + Ed Sheeran                                               | 18. Juli: Rumer + Caitlin Rose + Mark Radcliffe              | 28. Juli: Chase & Status + Nero                      |
| 9. Juli: My Chemical Romance + Evaline                                         | 19. Juli: Katy B + Jamie Woon                                | 29. Juli: Kasabian + PENGu!NS                        |
| 10. Juli: Glasvegas + Cat’s Eyes + Beatsteaks                                  | 20. Juli: The Wanted + Dionne Bromfield + Encore             | 30. Juli: James Morrison + Benjamin Francis Leftwich |
|                                                                                |                                                              | 31. Juli: Moby + Silver Apples                       |

## 2012
Veranstaltungsort: The Roundhouse, Camden Town

Zeitraum: 1. – 30. September

Übertragung von Channel 4s Kanälen (einschließlich Channel 4, T4 und E4).
| 1. September: Usher + Miguel                           | 11. September: The Killers + Jake Bugg                                          | 21. September: Jessie J + Lonsdale Boys Club            |
| 2. September: Ed Sheeran + Charli XCX + Rudimental     | 12. September: Noel Gallagher’s High Flying Birds + The Soundtrack of Our Lives | 22. September: Biffy Clyro + Frightened Rabbit          |
| 3. September: Olly Murs + The Milk                     | 13. September: P!nk + Walk the Moon                                             | 23. September: Robert Glasper + José James              |
| 4. September: Plan B + Delilah + Ryan Keen             | 14. September: Labrinth + Josh Kumra                                            | 24. September: Mumford & Sons + Willy Mason             |
| 5. September: Emeli Sandé + Bastille + Gabrielle Aplin | 15. September: David Guetta + Calvin Harris                                     | 25. September: Lana Del Rey + Benjamin Francis Leftwich |
| 6. September: JLS + Conor Maynard                      | 16. September: Rebecca Ferguson + Laura Mvula                                   | 26. September: Ellie Goulding + Haim                    |
| 7. September: Elbow + Bat for Lashes                   | 17. September: Example + DJ Fresh + Hadouken!                                   | 27. September: Madness + Reverend and the Makers        |
| 8. September: Jack White + Band of Horses              | 18. September: Andrea Bocelli + Laura Wright + CARisMA                          | 28. September: Alicia Keys + Lianne La Havas            |
| 9. September: deadmau5 + Foreign Beggars               | 19. September: matchbox twenty + OneRepublic                                    | 29. September: Hot Chip + Kindness                      |
| 10. September: Norah Jones + Beth Orton                | 20. September: One Direction + Angel                                            | 30. September: Muse + Natalie Duncan                    |

## 2013
Veranstaltungsort: The Roundhouse, Camden Town

Zeitraum: 1. – 30. September
| 1. September: Lady Gaga + DJ White Shadow             | 11. September: Kings of Leon + Jimmy Eat World      | 21. September: HAIM + Gabrielle Aplin + Bipolar Sunshine + Dan Croll |
| 2. September: Sigur Rós + Poliça                      | 12. September: Elton John + Tom Odell               | 22. September: Ellie Goulding + Laura Welsh                          |
| 3. September: The Lumineers + PHOX                    | 13. September: Avicii + Henrik B                    | 23. September: Jessie J + Lawson                                     |
| 4. September: Paramore + Fenech-Soler                 | 14. September: Chic + Janelle Monáe                 | 24. September: Robin Thicke + Aloe Blacc                             |
| 5. September: Rizzle Kicks + Eliza Doolittle          | 15. September: Vampire Weekend + The Olms           | 25. September: Pixies + NO CEREMONY///                               |
| 6. September: Queens of the Stone Age + Palma Violets | 16. September: Jack Johnson + Bahamas               | 26. September: Tinie Tempah + Naughty Boy                            |
| 7. September: Phoenix + Little Green Cars (abgesagt)  | 17. September: Ludovico Einaudi + Agnes Obel        | 27. September: Dizzee Rascal + Katy B                                |
| 8. September: Bastille + The 1975                     | 18. September: 30 Seconds to Mars + The Family Rain | 28. September: John Legend + Tamar Braxton                           |
| 9. September: Arctic Monkeys + Drenge                 | 19. September: Kendrick Lamar + Schoolboy Q         | 29. September: Justin Timberlake + Mikky Ekko                        |
| 10. September: Jake Bugg + Valerie June               | 20. September: Primal Scream + Skinny Girl Diet     | 30. September: Katy Perry + Iggy Azalea + Icona Pop                  |

## 2014: Texas
Am 19. Februar 2014 kündigte Apple an, dass das iTunes Festival zum ersten Mal in den USA während der South by Southwest mit einem fünftägigen Festival stattfinden wird.
Veranstaltungsort: Moody Theater, Austin (Texas)
Zeitraum: 11. – 15. März
- 11. März: Coldplay + Imagine Dragons + London Grammar
- 12. März: Kendrick Lamar + ScHoolboy Q + Isaiah Rashad
- 13. März: Soundgarden + Band of Skulls + Capital Cities
- 14. März: Pitbull + ZEDD + G.R.L.
- 15. März: Keith Urban + Willie Nelson + Mickey Guyton

## 2014: London
2014 wird erstmals ein zweites Festival innerhalb eines Jahres stattfinden. Beim 2. iTunes Festival 2014 werden die Künstler Maroon 5, Pharrell Williams, Beck, Sam Smith, Blondie, Kylie, David Guetta, 5 Seconds of Summer, Calvin Harris, Chrissie Hynde und weitere auftreten.

Veranstaltungsort: The Roundhouse, Camden Town

Zeitraum: 1. – 30. September
| 1. September: deadmau5 + Friend Within + Kate Simko & London Electronic Orchestra | 11. September: Maroon 5 + Matthew Koma + Nick Gardner | 21. September: Ryan Adams + First Aid Kit               |
| 2. September: Beck + Jenny Lewis                                                  | 12. September: Elbow + Nick Mulvey                    | 22. September: Jessie J + James Bay                     |
| 3. September: David Guetta + Clean Bandit + Robin Schulz                          | 13. September: Paolo Nutini + Rae Morris              | 23. September: Placebo + The Mirror Trap                |
| 4. September: 5 Seconds of Summer + Charlie Simpson                               | 14. September: David Gray + Lisa Hannigan             | 24. September: Ben Howard + Hozier                      |
| 5. September: Kasabian                                                            | 15. September: The Script + Foxes                     | 25. September: Mary J. Blige                            |
| 6. September: Tony Bennett + Imelda May                                           | 16. September: Blondie + Chrissie Hynde               | 26. September: Lenny Kravitz + Wolf Alice               |
| 7. September: Calvin Harris + Kiesza                                              | 17. September: Gregory Porter + Eric Whitacre         | 27. September: Kylie + MNEK                             |
| 8. September: Robert Plant + Luke Sital-Singh                                     | 18. September: Jessie Ware + Little Dragon            | 28. September: Nicola Benedetti + Miloš + Alison Balsom |
| 9. September: Sam Smith + SOHN                                                    | 19. September: SBTRKT + Jamie xx                      | 29. September: Ed Sheeran + Foy Vance                   |
| 10. September: Pharrell Williams + Jungle                                         | 20. September: Rudimental + Jess Glynne               | 30. September: Plácido Domingo                          |

## 2015: London
2015 wird das Festival aufgrund des Starts von Apple Music in „Apple Music Festival“ umbenannt. In diesem Jahr stehen unter anderen Pharrell Williams, One Direction, Florence + The Machine und Disclosure auf der Bühne.

Veranstaltungsort: The Roundhouse, Camden Town

Zeitraum: 19. – 28. September
19. September: Ellie Goulding & Andra Day

20. September: Take That & Charlie Puth

21. September: Carrie Underwood & The Shires & Cam

22. September: One Direction & Little Mix

23. September: The Weeknd & Grace Mitchell & Justine Skye

24. September: The Chemical Brothers

25. September: Disclosure & Lion Babe & NAO

26. September: Pharrell Williams & Leon Bridges

27. September: Mumford & Sons & Jack Garratt

28. September: Florence + the Machine & James Bay

## 2016: London
Veranstaltungsort: Londoner Round House Theatre

Zeitraum: 18. – 30. September
18. September: Elton John

19. September: The 1975

20. September: Alicia Keys

21. September: One Republic

23. September: Calvin Harris

25. September: Robbie Williams

26. September: Bastille

27. September: Britney Spears

28. September: Michael Bublé

30. September: Chance the Rapper

## Absetzung
Anfang September 2017 gab Apple bekannt, dass sie das Konzept des Apple Music Festivals nicht weiterführen werden.